# Michał Tymiński
Michał Tymiński herbu Nałęcz (zm. przed 3 listopada 1711 roku) –  sędzia ziemski sandomierski w latach 1700-1703, łowczy wiski, starosta chęciński w 1703 roku, starosta lelowski w 1697 roku.
Poseł na sejm 1703 roku z województwa sandomierskiego. Był konsyliarzem województwa sandomierskiego w konfederacji sandomierskiej 1704 roku.